# Алымов, Александр Валентинович
Алекса́ндр Валенти́нович Алы́мов (29 октября 1955 — 1 февраля 1979, около Чимкента, Казахская ССР, СССР) — советский военный лётчик, лейтенант. Погиб во время учебного полёта, отводя вышедший из строя истребитель от жилого посёлка. Подвиг Алымова как пример поведения настоящего советского человека в пограничной ситуации был отмечен (мемориальная доска на школе, школьный музей) на локальном уровне в родном городе лётчика Обнинске в 1980-е годы, забыт после распада СССР в 1990-е и вновь стал востребован на новой российской патриотической волне в 2010-е.

## Биография
Александр Алымов родился 29 октября 1955 года. Жил на улице Гурьянова в Обнинске, окончил в 1973 году находящуюся на той же улице общеобразовательную школу № 6 (классный руководитель — учительница английского языка Тамара Филипповна Шестопалова). Занимался в волейбольной секции детско-юношеской спортивной школы, играл на уровне межобластных соревнований. После окончания школы поступил в лётное училище, выдержав конкурс 20 человек на место.
Окончив училище, служил в Казахстане, в то время входившем в состав СССР. 1 февраля 1979 года во время учебного вылета истребитель Алымова из-за технических неисправностей начал падать на дома жилого посёлка недалеко от города Чимкента. Имея в запасе несколько секунд, Алымов предпочёл не катапультироваться, а, погибнув, отвести самолёт от посёлка. Истребитель упал в 90 метрах от жилых домов, ни один человек не пострадал.
Мёртвое тело лейтенанта Алымова было привезено в Обнинск в цинковом гробу и похоронено на Кончаловском кладбище. Младший брат Александра Алымова на похоронах задал вопрос сопровождавшим тело офицерам о другом варианте развития событий (лётчик катапультируется из падающего самолёта) и получил ответ: «Поселок бы сгорел, а лётчика перевели бы служить куда-нибудь на Север».

### Семья
- Младший брат — Виктор Валентинович Алымов[1].

## После смерти
Большинство подобных случаев в СССР не получали публичной огласки, поскольку, согласно господствовавшей идеологии, ставили под сомнение качество советской военной техники. 22 февраля 1979 года главный редактор единственной обнинской газеты «Вперёд» Виктор Панов осмелился разместить в газете большой материал о подвиге Алымова. Панов был немедленно вызван для объяснений в горком КПСС, но, сохранив должность главного редактора, отделался «внушением».

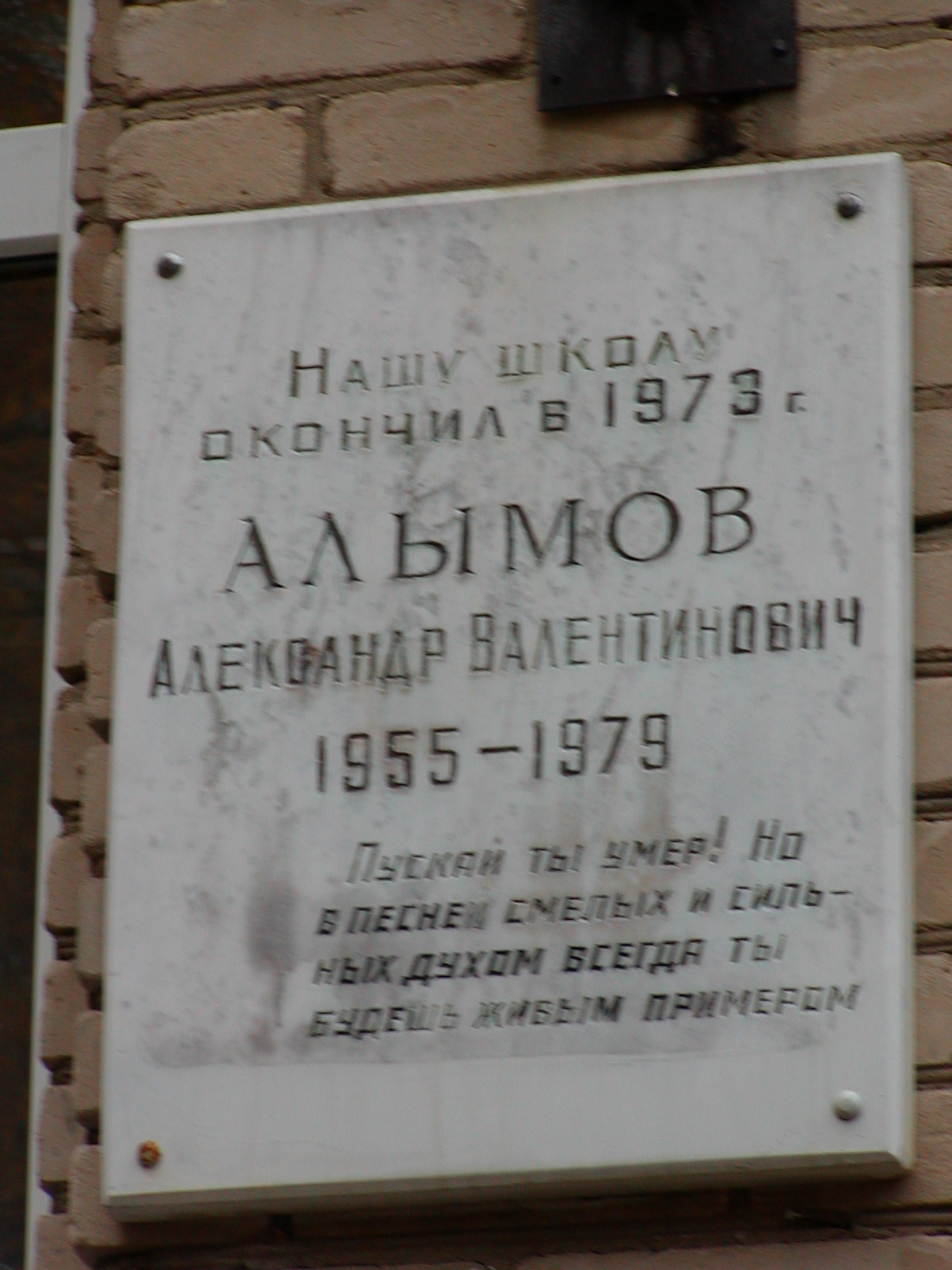
Мемориальная доска Александру Алымову на фасаде школы № 6 в Обнинске

Директор школы № 6, в которой учился Александр Алымов, Раиса Маслевская (назначенная директором за несколько месяцев до гибели Алымова и не знавшая его лично), стала добиваться разрешения установки на школе мемориальной доски. В 2012 году она вспоминала об этом:
Горисполком был против. Потому что у советских самолётов двигатели не отказывали. Подвиг Алымова хотели умолчать. Мы повесили доску с нейтральным содержанием на свой страх и риск.
На мемориальной доске, кроме имени и дат рождения и смерти, была выгравирована лишь цитата из «Песни о Соколе» Максима Горького: «Пускай ты умер! Но в песне смелых и сильных духом всегда ты будешь живым примером».
Спустя небольшое время Маслевская решила создать в школе музей Александра Алымова, и противодействия в этом случае уже не было. Музей был открыт в школьной рекреации третьего этажа 29 октября 1979 года. Экспозицию создавала классная руководительница Алымова Тамара Шестопалова. Газета «Вперёд» так писала об этом событии:
Ребята читали стихи. Волнуясь, стояли в торжественном карауле у портрета героя. Присутствующие с большим вниманием слушали взволнованный, интересный рассказ Лены Белоус о жизни и подвиге Саши Алымова. Она сказала: «Сегодня Саше исполнилось бы 24 года, но жизнь его оборвалась в двадцать три. Он, как легендарный Данко, отдал жизнь ради спасения других людей. Это подвиг, который мог совершить человек, воспитанный нашей Коммунистической партией, народом, Ленинским комсомолом».
К середине 1990-х годов из музея, к которому в школьной рекреации всегда был свободный доступ, начали пропадать личные вещи Алымова. Кроме того, востребованная в 1970-е годы патриотическая идеология в это время почти полностью сошла на нет. Музей был разобран, личные вещи Алымова были возвращены его родителям (после смерти родителей они перешли в семью младшего брата Александра Алымова — Виктора).
Алымов был почти полностью забыт: мемориальная доска на школе № 6 никак не идентифицировала личность Александра Алымова, в Интернете информации об Алымове не было вовсе. Эта ситуация длилась до февраля 2012 года, когда на новой российской патриотической волне в обнинской газете «НГ-регион» появилась статья «Забытый подвиг» известного журналиста Алексея Собачкина, напомнившая о погибшем лётчике и связанных с его именем событиях.